# 주준용
주준용(朱埈鏞, 1966년~)은 대한민국의 사진가이다. 일본에서 광고·잡지·웹 등의 촬영 활동을 하고 있다.